# Бойчо Величков
Бойчо Петров Величков (роден на 13 август 1958) е бивш български футболист, нападател, чиято състезателна кариера се развива от 1975 г. до 1990 г. Една от клубните легенди на Локомотив (София), за който играе в продължение на 11 сезона. Носил е също екипа на френския Льо Авър и гръцкия Пансерайкос.
Има 27 мача и 4 гола за националния отбор. С България участва на световното първенство Мексико'86.

## Кариера
Величков е юноша на Локомотив (София). Пробива в първия състав на „железничарите“ на 17-годишна възраст през сезон 1975/76, а още през следващата кампания вече е сред основните футболисти в състава. През сезон 1977/78 с Локомотив става шампион на България, като в хода на шампионата взема участие в 22 мача и бележи 5 гола. Същата година е удостоен със званието „Майстор на спорта“. Общо в А група изиграва 271 мача и реализира 90 попадения. На 3-то място във вечната ранглиста на клуба по отбелязани голове в елитното първенство.
С червено-черните печели и националната купа през сезон 1981/82. Бележи първият гол при победата с 2:1 след продължения във финала срещу Локомотив (Пловдив), игран на 12 юни 1982 г. Записва също 19 мача и 5 гола в евротурнирите – 4 мача с 1 гол в КЕШ, 4 мача в КНК и 11 мача с 4 гола в Купата на УЕФА, където с Локомотив достига до четвъртфинал през 1979/80.
През 1979 г. Величков дебютира за националния отбор. Това се случва на 16 януари в контрола срещу Кипър, която е спечелена с 1:0. Бележи първия си гол за България при успех със 7:0 в контрола срещу Малта на 14 октомври 1982 г. През 1986 г. е включен в състава за световното първенство в Мексико. На Мондиала играе в мача от груповата фаза срещу Аржентина (0:2) на 10 юни. Това е и последното му участие с националната фланелка.
След края на световното първенство, когато навършва допустимата възраст от 28 години за трансфер в чужбина, преминава във френския елитен Льо Авър. Локомотив получава 100 000 долара за правата му. Дебютира в Лига 1 на 4 август 1986 г. при домакинска загуба с 1:2 от Брест. По време на сезон 1986/87 изиграва общо 22 мача и бележи 1 гол. Разписва се на 24 септември 1986 г. за победа с 3:1 срещу Сошо.
В края на 1987 г. Величков преминава в елитния гръцки Пансерайкос. Дебютира на 20 декември 1987 г. в среща като домакин срещу гранда Олимпиакос (2:2). До края на сезона изиграва 19 мача и бележи 2 гола, но Пансерайкос изпада от Алфа Етники. През сезон 1988/89 има ключова роля в бързото завръщане на клуба в елитната дивизия. Става голмайстор на отбора с 15 попадения в 28 срещи. През 1989/90 записва нови 20 мача със 7 гола в Алфа Етники, след което слага край на кариерата си. Години след това е избран от местните фенове за най-добрия чужденец в историята на Пансерайкос.
От август 2015 година е изпълнителен директор на възродения Локомотив (Сф). 

## Статистика по сезони
Включени са само мачовете от първенството.
| Сезон   | Отбор          | Първенство  | Мачове | Голове |
| ------- | -------------- | ----------- | ------ | ------ |
| 1975/76 | Локомотив (Сф) | A група     | 6      | 2      |
| 1976/77 | Локомотив (Сф) | A група     | 20     | 3      |
| 1977/78 | Локомотив (Сф) | A група     | 22     | 5      |
| 1978/79 | Локомотив (Сф) | A група     | 26     | 1      |
| 1979/80 | Локомотив (Сф) | A група     | 27     | 10     |
| 1980/81 | Локомотив (Сф) | A група     | 27     | 9      |
| 1981/82 | Локомотив (Сф) | A група     | 30     | 13     |
| 1982/83 | Локомотив (Сф) | A група     | 28     | 9      |
| 1983/84 | Локомотив (Сф) | A група     | 27     | 12     |
| 1984/85 | Локомотив (Сф) | A група     | 30     | 12     |
| 1985/86 | Локомотив (Сф) | A група     | 28     | 14     |
| 1986/87 | Льо Авър       | Лига 1      | 22     | 1      |
| 1987/88 | Пансерайкос    | Алфа Етники | 19     | 2      |
| 1988/89 | Пансерайкос    | Бета Етники | 28     | 15     |
| 1989/90 | Пансерайкос    | Алфа Етники | 20     | 7      |

## Успехи
Локомотив (София)
- А група –  Шампион: 1977/78

- Национална купа –  Носител: 1981/82